# 더 스퀘어 (2017년 영화)
더 스퀘어(The Square)는 2017년 공개된 영화이다. 루벤 외스틀룬드가 감독 및 각본을 맡은 작품이다. 2017 칸 영화제 황금종려상, 2017 유럽 영화상 작품상 수상작이다.

## 줄거리

스퀘어는 간단한 윤곽으로 표현된다.

크리스티안은 이전에 왕궁이었던 스톡홀름의 엑스 로열 미술관의 학예사이다. 그는 기자 앤과 인터뷰를 하는데, 박물관 용어를 설명하는 데 어려움을 겪는다. 나중에 크리스티안은 보행자 구역에서 싸움에 휘말리게 되고, 그 후 그의 스마트폰과 지갑, 그리고 커프스 단추가 사기로 인해 사라졌음을 알게 된다. 크리스티안은 컴퓨터로 휴대폰의 위치를 추적할 수 있었고, 그와 그의 조수 마이클은 이를 추적하여 큰 아파트 건물에 도달한다.
그들은 휴대폰과 지갑을 근처 세븐일레븐에 반납하라는 협박성 익명 편지를 쓴다. 크리스티안은 그날 밤 각 아파트 우편함에 편지 사본을 넣는다. 며칠 후, 가게에 그를 위한 소포가 도착했고, 그 안에는 휴대폰과 전혀 손대지 않은 지갑이 들어 있었다.
계획의 성공에 들뜬 크리스티안은 파티에 가서 앤을 다시 만나고, 결국 그녀의 아파트에 가게 된다. 둘이 섹스를 한 후, 앤은 사용한 콘돔을 버리겠다고 제안하지만 그는 앤에게 넘겨주기를 완강히 거부한다. 그녀는 그가 정액을 가져가지 않고 버릴 것이라고 믿지 않는다고 생각하며 그들은 이 상황에 대해 논쟁한다. 며칠 후, 앤은 박물관에서 크리스티안을 만나 캐주얼 섹스 이상의 것을 원한다고 말한다. 그녀는 그에게 같은 감정을 느끼는지 묻지만 크리스티안은 회피한다. 앤이 나중에 그에게 전화하려고 할 때, 그는 전화를 받지 않는다.
소포를 수령한 다음 날, 크리스티안은 세븐일레븐에 두 번째 소포가 도착했다는 통보를 받는다. 의심스러운 그는 마이클을 보내 소포를 찾아오게 한다. 상점에서 마이클은 한 젊은 아랍 소년과 마주친다. 그 소년은 자신의 부모가 편지 때문에 자신을 도둑으로 믿고 있으며, 크리스티안이 자신과 가족에게 사과해야 한다고 요구한다. 그렇지 않으면 소년은 그에게 "혼란"을 야기하겠다고 위협한다.
나중에 그 소년은 크리스티안의 집을 방문하여 두 어린 딸들과 함께 계단에서 크리스티안과 대치한다. 크리스티안은 그를 돌려보내려 하지만, 소년은 문을 두드리고 도와달라고 소리치기 시작한다. 좌절감에 사로잡힌 크리스티안은 소년을 계단 아래로 밀치지만, 아무도 그를 돕지 않는다. 당황한 크리스티안은 소년의 전화번호가 적힌 쪽지를 찾기 위해 집 밖의 쓰레기통을 필사적으로 뒤진다. 쪽지를 찾아 전화를 걸려 했으나 실패하자, 크리스티안은 사과하는 영상 메시지를 녹화한다.
이러한 어려움 속에서 크리스티안은 롤라 아리아스의 '더 스퀘어'라는 예술 작품을 중심으로 한 새로운 전시회를 홍보해야 한다. 이 작품은 예술가의 선언에서 다음과 같이 설명된다: "더 스퀘어는 신뢰와 보살핌의 성역이다. 그 안에서 우리는 모두 동등한 권리와 의무를 공유한다."
미술관이 '더 스퀘어' 홍보를 위해 의뢰한 광고 대행사는 논란의 여지가 없고 평범한 예술가의 선언 외에 다른 방식으로 소셜 미디어의 주목을 끌어야 한다고 말한다. 광고 대행사 관계자들은 '더 스퀘어'의 메시지에 위배되는 폭력 묘사를 고려하여, 가난한 소녀가 '더 스퀘어'에 들어와 폭발로 사망하는 홍보 영상을 제작한다. 크리스티안은 다른 일에 정신이 팔려 내용을 확인하지 않고 승인했고, 이 영상은 미술관 웹사이트와 유튜브 채널에 게시된다.
이 영상은 바이럴이 되어 빠르게 유튜브 조회수 30만 건에 도달하지만, 언론, 종교 지도자, 일반 대중으로부터 매우 적대적인 반응을 얻는다. 미술관은 기자 회견을 열고, 크리스티안은 자신이 규정을 위반했으며 이사회와의 상호 합의에 따라 큐레이터직에서 물러난다고 밝힌다. 그러자 몇몇 언론인은 천박한 영상을 통해 값싼 논란을 일으켰다며 그를 공격하고, 다른 언론인은 사임을 이유로 그에게 자기 검열을 가했다며 비난한다.
소년에게 잘못했다는 죄책감을 느낀 크리스티안은 며칠 후 아파트 단지로 차를 몰고 가서 소년과 그의 가족을 찾으려 한다. 크리스티안은 소년을 알지만 그의 가족이 이사 갔다고 말하는 이웃과 이야기를 나눈다.

## 출연
주연
- 클레스 방 - 크리스티안 역

조연
- 엘리자베스 모스 - 앤 역
- 도미닉 웨스트 - 줄리안 역
- 테리 노터리 - 올렉 역
- 크리스토퍼 레소 - 미카엘 역
- 엘리한드로 에두아르 - 편지 소년 역

단역
- 에멜리 베키우스 - 여자 사업가 역